# هنري سي. ديمنغ
هنري سي. ديمنغ هو محامي وسياسي أمريكي، ولد في 23 مايو 1815 في كولتشستر في الولايات المتحدة، وتوفي في 8 أكتوبر 1872 في هارتفورد في الولايات المتحدة. نشط حزبياً في الحزب الجمهوري.

## مناصب
- انتخب عضو مجلس ولاية كونيتيكت ‏.
- انتخب عضو مجلس نواب كونيتيكت ‏.
- انتخب عمدة نيو أورلينز [الإنجليزية]‏.
- انتخب عضو مجلس النواب الأمريكي.